# K3b
K3B(KDE Burn Baby Burn = KBBB = K3B)는 디스크 편집 소프트웨어로 Sebastian Trüg과 Christian Kvasny가 만들었다.
C++와 Qt로 만들어진 GUI형 소프트웨어로 GNU 일반 공중 사용 허가서를 따른다.

## 할 수 있는 것
내장된 cdrtools, cdrkit, cdrdao, dvd+rw-tools를 써서 다음과 같은 일들을 할 수 있다.
- CD 및 DVD에 파일 넣기
- 소리(오디오) CD 만들기
- CD 글(텍스트) 지원
- CD-R, CD-RW 지원
- DVD-R, DVD+R, DVD-RW, DVD+RW 지원
- 혼합 CD
- CD 여러 번 굽기(멀티세션)
- 영상(비디오) CD, 영상 DVD
- 이무빅스 CD, 이무빅스 DVD
- 한 광 디스크에서 다른 광 디스크로 내용 바로 베끼기
- ISO 파일
- 소리 CD, 영상 CD, 영상 DVD 립
- 유니버설 디스크 포맷
- 록 릿지
- 졸리에트

## 같이 보기
- Brasero